# Apollonio Crono
Apollonio Crono (Cirene, IV secolo a.C. – Cirene, IV secolo a.C.) è stato un filosofo greco antico della scuola megarica.

## Biografia
Fiorì intorno alla metà del IV secolo a.C.
Si sa ben poco di lui. Fu allievo di Eubulide e maestro di Diodoro Crono.